# Olympia Dukakis
Olympia Dukakis (Grieks: Ολυμπία Δουκάκη) (Lowell (Massachusetts), 20 juni 1931 – New York, 1 mei 2021) was een Amerikaans actrice. Zij won met haar rol in Moonstruck onder meer een Oscar voor beste vrouwelijke bijrol, een BAFTA Award, een Golden Globe en een American Comedy Award. In 2013 kreeg ze voor haar theaterwerk een ster op de Hollywood Walk of Fame.
Dukakis was de dochter van Griekse immigranten en de nicht van de voormalig Democratisch presidentskandidaat Michael Dukakis. Ze trouwde in 1962 met acteur Louis Zorich (1924-2018), met wie ze een dochter en twee zoons kreeg. De dochter, Christina, debuteerde in navolging van haar ouders in 2003 als filmactrice in The Event.
Dukakis bestierde samen met haar man van 1973 tot en met 1988 de door henzelf opgerichte Whole Theatre Company in Montclair.

## Filmografie
- Twice a Man (1964)
- Lilith (1964)
- Stiletto (1969)
- John and Mary (1969)
- Made for Each Other (1971)
- Sisters (1973)
- The Rehearsal (1974)
- Death Wish (1974)
- The Wanderers (1979)
- Rich Kids (1979)
- The Idolmaker (1980)
- National Lampoon's Movie Madness (1982)
- Walls of Glass (1985)
- Moonstruck (1987)
- Working Girl (1988)
- Look Who's Talking (1989)
- Dad (1989)
- Steel Magnolias (1989)
- In the Spirit (1990)
- Look Who's Talking Too (1990)
- Over the Hill (1992)
- Tales of the City (serie, 1993)
- Digger (1993)
- The Cemetery Club (1993)
- Look Who's Talking Now (1993)
- I Love Trouble (1994)
- Dead Badge (1995)
- Jeffrey (1995)
- Mighty Aphrodite (1995)
- Mr. Holland's Opus (1995)
- Mother (1996)
- Jerusalem (1996)
- Milk & Money (1996)
- Never Too Late (1997)
- Picture Perfect (1997)
- More Tales of the City (serie, 1998)
- Jane Austen's Mafia! (1998)
- Better Living (1998)
- Joan of Arc (televisiefilm, 1999)
- Brooklyn Sonnet (2000)
- Further Tales of the City (serie, 2001)
- The Intended (2002)
- The Event (2003)
- Charlie's War (2003)
- The Great New Wonderful (2005)
- The Thing About My Folks (2005)
- 3 Needles (2005)
- Whiskey School (2005)
- Upside Out (2006)
- Jesus, Mary and Joey (2006)
- Away from Her (2006)
- Day on Fire (2006)
- In the Land of Women (2007)
- Hove (The Wind) (2009)
- Cloudburst (2011)
- Tales of the City (2019)